# Azərbaycan Kuboku 1993
La Azərbaycan Kuboku 1993 è stata la 2ª edizione della coppa nazionale azera, disputata tra il 17 marzo (con gli incontri del primo turno) e il 28 maggio 1993 e conclusa con la vittoria del Karabakh Agdam, al suo primo titolo.

## Formula
La competizione si svolse ad eliminazione diretta e parteciparono le squadre delle due divisioni.
Tutti i turni si giocarono con andata e ritorno ad eccezione della finale.

## Ottavi di finale
Gli incontri di andata si disputarono il 14 mentre quelli di ritorno il 21 aprile 1993.
| Squadra 1            | Totale   | Squadra 2            | Andata | Ritorno |
| -------------------- | -------- | -------------------- | ------ | ------- |
| Shirvan Agdam        | 4 - 10   | Inshaatchi Sabirabad | 2 - 3  | 2 - 7   |
| Turan Tauz           | 8 - 0    | Shirvan Shemakha     | 3 - 0  | 5 - 0   |
| Inshaatchi Baku      | 5 - 2    | Plastik Salyany      | 2 - 0  | 3 - 2   |
| FK Khazar Lenkoran   | ?        | Kurmuk Kakhi         | ?      | 1 - 1   |
| Khazar Symgayit      | 3 - 4 dr | PFC Neftchi Baku     | 0 - 0  | 0 - 0   |
| Karabakh Agdam       | 6 - 1    | Avei Agstafa         | 6 - 0  | 0 - 1   |
| Şahdağ Qusar         | 5 - 4    | Kur Mingechaur       | 5 - 1  | 0 - 3   |
| Pambygchi Neftechala | 3 - 4    | Avtomobilist Yevlakh | 3 - 3  | 0 - 1   |

## Quarti di finale
Gli incontri di andata si disputarono il 24 aprile mentre quelli di ritorno il 5 maggio 1993.
| Squadra 1            | Totale | Squadra 2            | Andata | Ritorno |
| -------------------- | ------ | -------------------- | ------ | ------- |
| Inshaatchi Sabirabad | 6 - 3  | FK Khazar Lenkoran   | 3 - 1  | 3 - 2   |
| PFC Neftchi Baku     | 1 - 2  | Karabakh Agdam       | 0 - 0  | 1 - 2   |
| Şahdağ Qusar         | 1 - 2  | Turan Tauz           | 0 - 0  | 1 - 2   |
| Inshaatchi Baku      | 5 - 1  | Avtomobilist Yevlakh | 3 - 0  | 2 - 1   |

## Semifinali
Gli incontri di andata si disputarono il 12 mentre quelli di ritorno il 19 maggio 1993.
| Squadra 1       | Totale | Squadra 2         | Andata | Ritorno |
| --------------- | ------ | ----------------- | ------ | ------- |
| Karabakh Agdam  | 3 - 1  | Turan Tauz        | 1 - 0  | 2 - 1   |
| Inshaatchi Baku | 4 - 2  | Avtomobilist Baku | 4 - 1  | 0 - 1   |

## Finale
La finale venne disputata il 28 maggio 1993 a Baku. Il Karabakh Agdam vinse ai tempi supplementari dopo che l'incontro terminò 0-0 al novantesimo minuto.
| 28 maggio 1993                                    | Karabakh Agdam | 1 – 0 | Inshaatchi Baku |  |
| \| \| \| \| \| M. Guseinov 97’ \| Marcatori \| \| |                |       |                 |  |
|                                                   |                |       |                 |  |
| M. Guseinov 97’                                   | Marcatori      |       |                 |  |